# David di Donatello du meilleur musicien

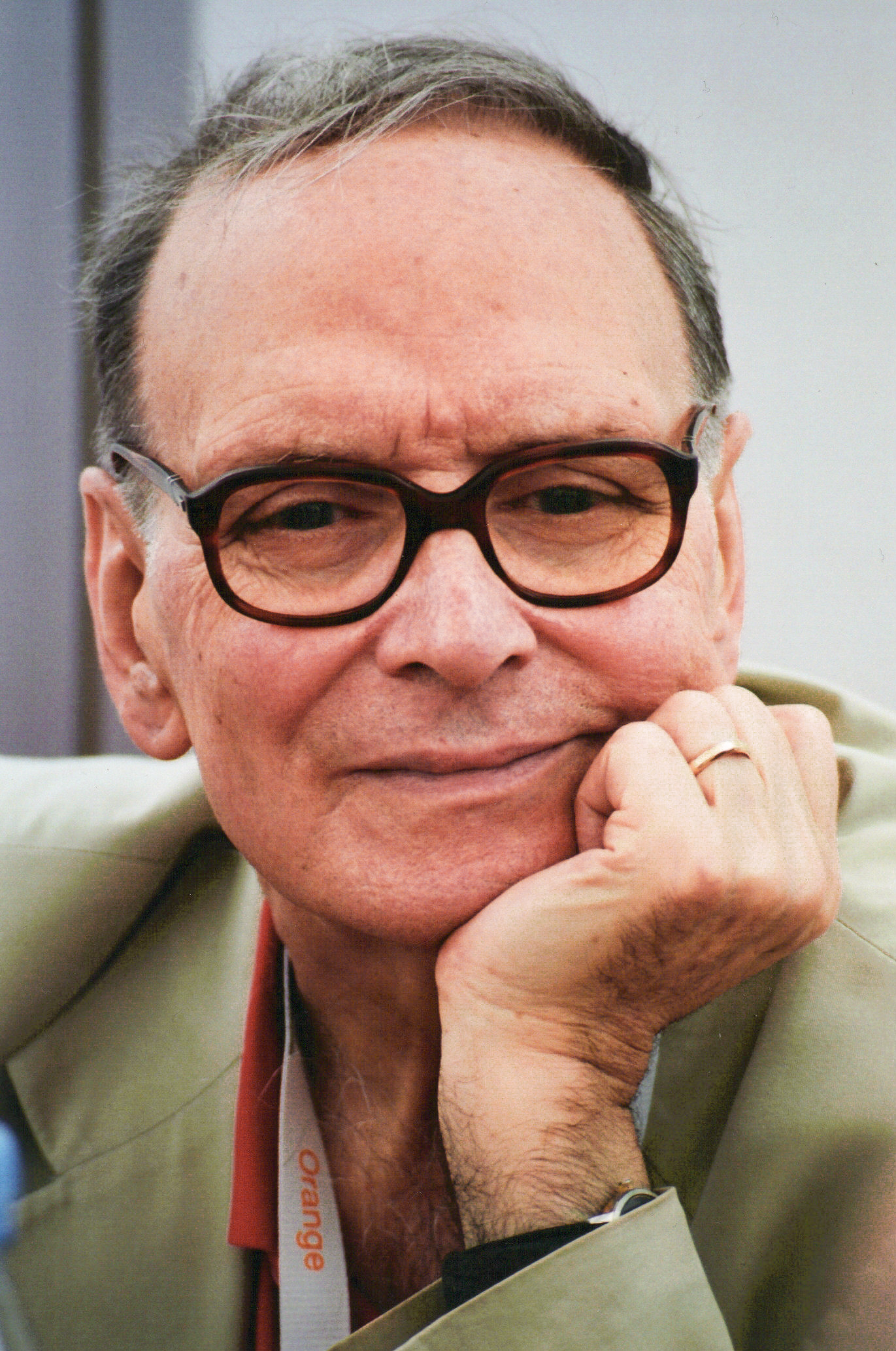
Ennio Morricone, lauréat à neuf reprises du David di Donatello.

Le David di Donatello du meilleur musicien (David di Donatello per il miglior musicista) est une récompense cinématographique italienne décernée chaque année, depuis 1975 par l'Association David di Donatello (Ente David di Donatello), rattachée à l'Académie du cinéma italien (Accademia del Cinema Italiano), laquelle décerne tous les autres Prix David di Donatello. Les David sont l'équivalent des César français et des Oscars américains.

## Palmarès
Note : L'année indiquée est celle de la cérémonie, récompensant les films sortis au cours de l'année précédente. Les lauréats sont indiquées en tête de chaque catégorie et en caractères gras.

### Années 1970
- 1975 : Piero Piccioni pour Vers un destin insolite sur les flots bleus de l'été
- 1976 : Franco Mannino pour L'Innocent
- 1977 : Nino Rota pour Le Casanova de Fellini
- 1978 : Armando Trovajoli pour La Maîtresse légitime
- 1979 : Non décerné

### Années 1980
- 1980 : Non décerné
- 1981 : Fiorenzo Carpi pour Eugenio
- 1982 : Lucio Dalla et Fabio Liberatori pour Borotalco
- 1983 : Angelo Branduardi pour State buoni se potete
- 1984 : Vladimir Cosma et Armando Trovajoli pour Le Bal
- 1985 : Carlo Savina pour Pizza connection
- 1986 : Riz Ortolani pour Festa di laurea ex æquo avec Nicola Piovani pour Ginger et Fred
- 1987 : Armando Trovajoli pour La Famille
- 1988 : Ennio Morricone pour Les Lunettes d'or
- 1989 : Ennio Morricone pour Cinema Paradiso

### Années 1990
- 1990 : Claudio Mattone pour Scugnizzi
- 1991 : Ennio Morricone pour Ils vont tous bien !
- 1992 : Franco Piersanti pour Les Enfants volés
- 1993 : Ennio Morricone pour Années d'enfance
- 1994 : Nicola Piovani pour Journal intime
- 1995 : Franco Piersanti pour Lamerica
- 1996 : Manuel De Sica pour Remake, Rome ville ouverte
- 1997 : Paolo Conte pour La Flèche bleue
- 1998 : Nino D'Angelo pour Mais qui a tué Tano ?
- 1999 : Ennio Morricone pour La Légende du pianiste sur l'océan

### Années 2000
- 2000 : Ennio Morricone pour Canone inverso - Making Love
- 2001 : Nicola Piovani pour La Chambre du fils
- 2002 : Fabio Vacchi pour Le Métier des armes
- 2003 : Andrea Guerra pour La Fenêtre d'en face
- 2004 : Banda Osiris pour Primo amore
- 2005 : Riz Ortolani pour Ma quando arrivano le ragazze?
- 2006 : Franco Piersanti pour Le Caïman
- 2007 : Ennio Morricone pour L'Inconnue (La sconosciuta)
- 2008 : Paolo Buonvino pour Caos calmo
- 2009 : Teho Teardo pour Il divo

### Années 2010
- 2010 : Ennio Morricone pour Baarìa
- 2011 : Rita Marcotulli et Rocco Papaleo pour Basilicata coast to coast
- 2012 : David Byrne pour This Must Be the Place
- 2013 : Ennio Morricone pour The Best Offer
- 2014 : Pivio et Aldo De Scalzi pour Song'e Napule
- 2015 : Giuliano Taviani pour Les Âmes noires
- 2016 : David Lang pour Youth
- 2017 : Enzo Invitabile pour Indivisibili
- 2018 : Pivio et Aldo De Scalzi pour Ammore e malavita
- 2019 : Apparat et Philipp Thimm pour Capri-Revolution

### Années 2020
- 2020 : Orchestra di piazza Vittorio pour Il flauto magico di piazza Vittorio
- 2021 : Gatto Ciliegia contro il Grande Freddo et Downtown Boys pour Miss Marx
- 2022 : Nicola Piovani pour I fratelli De Filippo
- 2023 : Stefano Bollani pour Il pataffio
- 2024 : Subsonica pour Adagio